# Książno
Książno [pronunciación en polaco: /ˈkɕɔ̃ʐnɔ/] (en alemán: Schondorf) es un pueblo en el distrito administrativo de Gmina Miłosław, dentro del Distrito de Września, Voivodato de Gran Polonia, en el centro-oeste de Polonia. Se encuentra aproximadamente 5 kilómetros al norte de Miłosław, 12 kilómetros al sudoeste de Września, y 42 kilómetros al sudeste de la capital regional, Poznań.